# Franskt björnbär
Franskt björnbär (Rubus gillotii) är en rosväxtart som beskrevs av Jean Nicolas Boulay och Coste. Enligt Catalogue of Life ingår Franskt björnbär i släktet rubusar och familjen rosväxter, men enligt Dyntaxa är tillhörigheten istället släktet rubusar och familjen rosväxter. Artens livsmiljö är havsstränder, havet. Utöver nominatformen finns också underarten R. g. nemophilus.